# FK Jezero Plav
FK Jezero (Montenegrijns: ФК Језеро) is een Montenegrijnse voetbalclub uit Plav.
De club werd in 1948 opgericht en speelt haar thuiswedstrijden in het Pod Racinom Stadion.
FK Jezero werd in 2008 kampioen van de Montenegrijnse tweede klasse en promoveerde naar de Montenegrijnse Eerste Liga. In 2009 promoveerde de club naar het hoogste niveau. Na één seizoen degradeerde de club. In 2020 promoveerde Jezero na 11 jaar terug naar het hoogste niveau.